# 각광

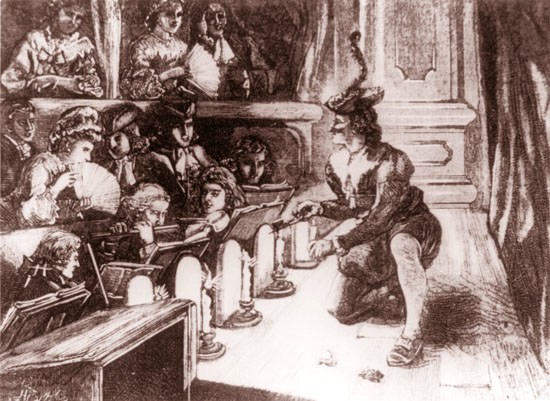

각광(脚光) 또는 풋라이트(footlight)는 커튼 앞 무대 바닥의 앞쪽 끝자락으로부터 무대의 조명을 배치하기 위한 무대 조명 기기이다. 전기식 각광은 현재 관객이 보이지 않도록 무대의 끝자락의 트로프통 안에 설치된다. 간접 각광은 반사되는 빛이 조명을 분산시키도록 하는 빛을 사용한다.

## 같이 보기
- 석회광